# William M. Mechanic
William „Bill“ M. Mechanic (* 12. Mai 1950 in Detroit, Michigan) ist ein US-amerikanischer Filmproduzent und Filmprofessor.
Als Studio-Chef der Fox Filmed Entertainment der 20th Century Fox war Mechanic von 1993 bis 2000 für die Produktion von Filmen wie etwa William Shakespeares Romeo + Julia (1996), James Camerons Titanic (1997) und Der schmale Grat (1999) verantwortlich. Seit 2000 besitzt er eine eigene Filmproduktionsfirma, die Pandemonium Pictures, die eng mit Walt Disney kooperiert. Für Hacksaw Ridge – Die Entscheidung war er bei der Oscarverleihung 2017 gemeinsam mit David Permut für den Oscar in der Kategorie Bester Film nominiert. 2016 wurden sie für den Film mit dem AACTA Award ausgezeichnet.
Bill Mechanic ist Professor für Film an der University of Southern California in Los Angeles (USC School of Cinematic Arts). 
2001 war Mechanic Vorsitzender der Berlinale-Jury.